# Kalochorafítis
Kalochorafítis, en grec moderne : Καλοχωραφίτης, est un village du dème de Phaistos, en Crète, en Grèce. Selon le recensement de 2011, la population de Kalochorafítis compte 92 habitants. Il est situé à une altitude de 280 m et à 64 km de Héraklion.